# S過程
s過程（エスかてい、s-Process = slow-Process）は、漸近巨星分枝星内で、恒星の寿命スケールの時間で起きる元素合成過程。中性子捕獲で起きる。中性子捕獲の後、次の中性子捕獲をするまでにベータ崩壊する期間が十分あり、核図表のベータ安定線に沿って安定同位体を推移しながら核子が増えていく。鉄より重い重元素の元素合成過程の半分を占め、元素合成で重要な役割を占める。高速な中性子捕獲過程であるr過程との違いは、その時間スケールである。

## 歴史
s過程は重元素の同位体比や、1956年にハンズ・スースやハロルド・ユーリーによって発表された元素の存在比の要請から見出された。中でもストロンチウム、バリウム、鉛に存在比の山があることが見出された。量子力学とシェルモデルによると、これらの原子核は、希ガスが化学的に不活性であるのと同様に中性子閉殻（魔法数）となっている。このことは、いくらかの元素はゆっくりした中性子捕獲で作られないといけないことを示唆しており、他の元素がこのような過程に関わっているのはどの程度かが決定すべき事項となった。s過程とr過程で作られる重元素同位体の表は1957年の有名なB2FH論文で発表された。また、s過程が赤色巨星で起きていることも議論された。特にわかりやすい話では、一番長い同位体の半減期が420万年程のテクネチウムが、ポール・メリルによりS型、M型、N型の恒星において1952年に発見されたことである。これらの星は生まれてから数十億年経っており、これが大気中に含まれていると言うことは、星の奥で作られたり、数十億年の星の歴史の初期に作られたわけではなく、その場で作られたと言うことを意味する。
1961年に発表された論文で、時間に依存した、重元素合成の数値的モデルが示された。この論文では、ある種の赤色巨星に於いて天文学者によって観測されたバリウムの偏って大きな分布は、中性子束の密度が適切な時に種核種である鉄から出来ると示した。また、ある一定の密度の中性子束によっては観測されているS過程元素の分布量を説明することは出来ず、中性子束の密度は広い範囲に渡っていることが必要であることが示された。中性子束に晒される鉄の種核種の数はその中性子束が強くなるにしたがって減少する必要がある。そして、中性子捕獲の反応断面積は、滑らかに減少するカーブではなく、断崖絶壁構造を取っていることも示した。D.Claytonによる1970年代に発表された論文は、晒される鉄の種核種の数に対して、中性子束の強さが指数関数的に減る仮定を置いており、それが標準的なs過程の模型となり、漸近巨星分枝星の元素合成の詳細が明らかになるまで続いた。中性子捕獲の反応断面積の一連の計測は、オークリッジ国立研究所において1965年と、カールスルーエ原子核研究所で1982年に続いて行われた。
これらによって、現在使われているs過程の定量的な基礎が置かれることとなった。

## 核反応
s過程は、漸近巨星分枝星で行われるといわれている。r過程が数秒間の爆発的な過程であるのに対し、s過程は千年単位の時間をかけて行われる過程であると考えられている。s過程が核図表の質量数の高い部分へ行く度合は、その星がどれだけ中性子を生成できるかと、鉄の初期分布量による。鉄は中性子捕獲とベータ崩壊による元素合成の出発物質（種）となる。主な中性子の供給源は
{\displaystyle {\ce {^{13}_{6}C\ +_{2}^{4}He->{}_{8}^{16}O\ +{\mathit {n}}}}}
{\displaystyle {\ce {^{22}_{10}Ne\ +_{2}^{4}He->{}_{12}^{25}Mg\ +{\mathit {n}}}}}

Ag から Sbまでのs過程。beta decay = ベータ崩壊、neutron capture = 中性子捕獲。

となる。主なs過程と、弱いs過程の部分を区別する。主なs過程は、ストロンチウムやイットリウムを超えて、鉛まで行く、低金属量の星で行われる過程であり、低質量の漸近巨星分枝星で起きると考えられている。一方、鉄からストロンチウムやイットリウムへ行く弱いS過程は、ヘリウムや炭素を燃焼させる大質量の星の最後で行われ、最後に超新星で星間物質として拡散する。
s過程の起きると考えられている中性子束の密度は低く({\displaystyle 10^{5}}〜{\displaystyle 10^{10}}/{\displaystyle cm^{2}}・s)、ウランやトリウムのような放射性元素は生成することはできない。この過程を止める反応は、ビスマス209が中性子を受取り、ビスマス210となり、ベータ崩壊してポロニウム210となり、アルファ崩壊して鉛206となり、
{\displaystyle {\ce {{}_{83}^{209}Bi\ +{\mathit {n}}->{}_{83}^{210}Bi\ +\gamma }}}
{\displaystyle {\ce {{}_{83}^{210}Bi->{}_{84}^{210}Po\ +{\mathit {e}}^{-}+{\bar {\nu }}_{\mathit {e}}}}}
{\displaystyle {\ce {{}^{210}_{84}Po -> {}^{206}_{82}Pb\ + ^{4}_{2}He}}}
その鉛206が3つの中性子を受け取ることで、またビスマス209になるという循環になる。
{\displaystyle {\ce {{}_{82}^{206}{Pb}+3{\mathit {n}}->{}_{82}^{209}{Pb}}}}
{\displaystyle {\ce {{}_{82}^{209}{Pb}->{}_{83}^{209}{Bi}+{\mathit {e}}^{-}+{\bar {\nu }}_{\mathit {e}}}}}
結局、この反応を最初から最後まで見ると、
{\displaystyle {\ce {4{\mathit {n}}->{}_{2}^{4}{He}+2{\mathit {e}}^{-}+2{\bar {\nu }}_{\mathit {e}}+\gamma }}}
となる。この過程は、結局のところ最大の安定元素ビスマス209で止まることになる（ビスマス209は実のところ現在の宇宙の年齢の数十億倍の半減期で崩壊する"不安定"元素であるが、その長大な半減期ゆえに実質的には安定元素と見なしてよい）。

## 先太陽系物質中のs過程物質
先太陽系物質は宇宙塵の構成要素の一つである。様々な太陽系形成以前の昔に死んだ星に由来する個々の堅い粒は、隕石中に保存されて存在している。これらの粒の由来は非常に異常な同位体構成比の計測結果によって示されている。この結果は、宇宙物理学に新しい見通しをもたらした 。炭化ケイ素の粒は、漸近巨星分枝星の大気に集まっており、その星に含まれる同位体を捕まえている。漸近巨星分枝星は銀河中でs過程の起きる主な場所であるため、その炭化ケイ素中に含まれる重元素は純粋なs過程同位体であると考えられる。この事実は、これらのプレソーラー粒子を質量分析器 にかけることで繰り返し示されている。いくつかの驚くべき結果によりs過程とr過程の比率はそれまで考えられていたものと異なっていることが示されている。また、含まれていたクリプトンとキセノンの同位体から、s過程物質の星の大気における存在量は時間や星それぞれによって、恐らく中性子の影響量や温度が理由で違っていることが示された。これが今日のs過程の研究の最前線である。